# Яніто
Яні́то (також льяніто, жаніто, Llanito або Yanito) — розмовна змішана мова Гібралтару, заморської території Великої Британії, яка базується в основному на андалузькому діалекті іспанської мови при сильному впливі англійської - офіційної мови Гібралтару - і лексичному впливі багатьох інших мов (італійської, мальтійської, арабської, івриту та ін.). Своєрідний місцевий жаргон, який об'єднує у собі риси англійської та іспанської мов у найрізноманітніших комбінаціях в залежності від освіти, походження й індивідуальних особливостей мовця тощо. Загальне число мовців - близько 30 тис. осіб.

## Історія
Яніто став масовим мовним явищем у Гібралтарі після 1704 року, коли основна маса іспанців покинула цю окуповану британцями територію. Так, в 1785 році тут залишилося всього 185 іспанців і лише 134 в 1777 році. Паралельно в цю британську територію ринулися сотні переселенців найрізноманітнішого походження з усього Середземномор'я. Але незважаючи на те що англійська мова витіснила іспанську з офіційною сфери, вона не набула широкого поширення в усному мовленні почасти через близькісті Гібралтару до більшого іспанського міста - Ла-Лінеа-де-ла-Консепсьйон. Крім іспанського впливу, в яніто є понад 500 запозичень з івриту та різних італійських діалектів (в основному генуезького). Останнім часом мешканці Гібралтару, особливо ті що отримали гарну освіту, швидше за все двомовні і володіють стандартними іспанською та англійською мовами.

## Англіцизмив яніто
- англ. bacon > яніто beki «бекон»;
- англ. cake > keki «торт»;
- англ. battery > batteria «батарея (укріплення)»;
- англ. bobby > bobi «поліцейський»,
- англ. Quaker Oats > kuecaro «пластівці»